# James M. Poterba
James Michael "Jim" Poterba (* 13. Juli 1958) ist ein US-amerikanischer Ökonom und Hochschullehrer, der die Mitsui-Professur für Volkswirtschaftslehre am Massachusetts Institute of Technology innehat. Seine Forschung konzentriert sich insbesondere auf den Einfluss von Steuern auf die ökonomischen Entscheidungen von Haushalten und Unternehmen. Zudem ist er der Präsident des National Bureau of Economic Research und Mitglied der American Academy of Arts and Sciences (1996), der National Academy of Sciences (2015) und der British Academy (2017) sowie der Econometric Society.

## Ausbildung
1980 erhielt Poterba vom Harvard College einen A.B. in Volkswirtschaftslehre mit der Bestnote summa cum laude. Hiernach wechselte er nach England an die Oxford University, die ihm 1982 einen M.Phil. in VWL sowie 1983 einen D.Phil. in VWL verlieh.

## Beruflicher Werdegang
Nach dem Abschluss seines Ph.D.-Studiums nahm Poterba eine Stelle als Assistant Professor für VWL am Massachusetts Institute of Technology (MIT) an, wo er 1986 zum Associate Professor und 1988 zum vollwertigen Professor befördert wurde, bevor er 1996 die Mitsui-Professur für VWL übertragen bekam. Am MIT hatte Poterba die Stellung des stellvertretenden Dekans des Department of Economics (1996–2006) sowie des Dekans inne (2006–2008). Außerdem lehrte Poterba 1988 als Gastprofessor für Finance an der Graduate Business School der University of Chicago. Des Weiteren ist Poterba seit 2006 ein Trustee des TIAA-CREF.
Poterbas Karriere ist eng mit dem National Bureau of Economic Research (NBER) verbunden: Dort war er zunächst als Associate Director des NBER Taxation Research Program (1989–1991) sowie später als Direktor des NBER Public Economics Research Program (1991–2006) tätig. 2008 wurde Poterba zum Präsidenten und CEO des NBER gewählt, was in der akademischen Fachwelt auf positive Reaktionen stieß.
Darüber hinaus arbeitet Poterba als Redakteur oder Vorstandsmitglied für die wirtschaftswissenschaftliche Fachzeitschriften Journal of Wealth Management (seit 1998), die Retirement Income Review (seit 2002), das Journal of Public Economics (seit 1995) und das National Tax Journal (seit 2007). In der Vergangenheit war er redaktionell für das RAND Journal of Economics, das Journal of Finance, die Review of Economics and Statistics, Regional Science and Urban Economics und das Journal of Investment Consulting tätig.

## Forschung
Gemäß der wirtschaftswissenschaftlichen Publikationsdatenbank IDEAS gehört Poterba im Gesamtranking zu dem 1 % der forschungsstärksten Ökonomen (Rang 42). Auch unter Kriterien wie "Anzahl an Zitaten" oder "Anzahl an Werken" gehört Poterba deutlich zu den besten 5 % der in der Datenbank erfassten Ökonomen. Der am meisten zitierteste Artikel Poterbas trägt den Titel "Investor Diversification and International Equity Markets" (1991) und wurde zusammen mit Kenneth French verfasst. In diesem Artikel untersuchen Kenneth und Poterba das Paradox, wieso trotz der wissenschaftlichen Anerkennung der Vorteile internationaler Portfoliodiversifikation die meisten Investoren beinahe all ihr Vermögen in einheimische Vermögensgegenstände investieren. Hierzu entwickeln sie neue Schätzungen für die internationalen Eigenkapital-Portfolioguthaben von Investoren aus den Vereinigten Staaten, Japan und Großbritannien und ermitteln, dass über 98 % des Eigenkapitalportfolios japanischer Investoren in einheimische Vermögensgegenstände investiert sind, während die respektiven Prozentsätze für die USA bei 94 % und für Großbritannien bei 82 % liegen. Darauf aufbauend verwenden die Autoren ein einfaches Modell für Investorpräferenzen, um zu zeigen, dass die gegenwärtigen Portfoliomuster implizieren, dass Investoren wesentlich höhere Renditen auf Investitionen in ihre Heimatmärkte als anderswo erwarten. Dieser Mangel an Diversifikation scheint eher das Ergebnis von Investorpräferenzen denn von institutionellen Zwängen zu sein.
Weitere wichtige Forschungsarbeiten Poterbas erfolgten zu der Beziehung zwischen demographischer Struktur und der Höhe der öffentlichen Ausgaben für Schulbildung, der Wirkung von bundesstaatlichen Fiskusinstitutionen und politischen Umständen auf die Dynamik der bundesstaatlichen Steuern und öffentlichen Ausgaben in Schuldenkrisen, Spekulation auf Finanz- und Rohstoffmärkten, den ökonomischen Chancen und Risiken einer alternden Gesellschaft, des Einflusses transitiver Komponenten auf die Varianz von Aktienrenditen, des Einflusses von Neuigkeiten auf Aktienpreise, der Wirkung sich verändernder Volatilität einzelner Aktienpreise auf den Aktienmarkt, den erwarteten Barwert der Auszahlungen von Lebenszeit-Annuitäten oder die Beziehung zwischen dem aggregierten Wert von Unternehmensaktien und Veränderungen in Konsumausgaben.

## Persönliches
James Poterba ist seit 1984 mit Nancy Lin Rose verheiratet, mit welcher er drei Kinder – Matthew (1989), Timothy (1991) und Margaret (1994) – hat.

## Quelle
- Curriculum Vitae James Poterbas auf der Website des MIT (Englisch)

| Personendaten    | Personendaten                                                         |
| ---------------- | --------------------------------------------------------------------- |
| NAME             | Poterba, James                                                        |
| ALTERNATIVNAMEN  | Poterba, James Michael (vollständiger Name); Poterba, Jim (Spitzname) |
| KURZBESCHREIBUNG | US-amerikanischer Ökonom und Hochschullehrer                          |
| GEBURTSDATUM     | 13. Juli 1958                                                         |